# Szczeciny
Szczeciny (niem. Stettinnenhof) – osada w Polsce położona w województwie warmińsko-mazurskim, w powiecie bartoszyckim, w gminie Bartoszyce. Miejscowość wchodzi w skład sołectwa Wajsnory. 
W latach 1975–1998 miejscowość administracyjnie należała do województwa olsztyńskiego.